# ミルティアデス・ゴウスコス
ミルティアデス・ゴウスコス（希: Μιλτιάδης Γούσκος , 1877年または1874年 - 1904年）はギリシアの陸上選手。ギリシアのザキントス島で生まれ、イギリス領インド帝国で食中毒によって死亡した。
1896年に開催されたアテネオリンピックに砲丸投の選手として参加した。記録は11m20cmであり、アメリカ合衆国のロバート・ギャレットの11m22cmにわずかに及ばなかったものの銅メダル（2位）を獲得した。